# Spontan (Zeitschrift)
Spontan war eine von 1968 bis 1984 existierende linksorientierte Zeitschrift mit dem Untertitel kritisch, politisch, satirisch, die sich mit politischen und sexualwissenschaftlichen Themen befasste und der Satire großen Raum gab. 1968 vom Pardon-Redakteur Werner Georg Backert (1932–1986) gegründet, galt sie während der 1970er Jahre zeitweilig als wichtigster Konkurrent der von Hermann L. Gremliza herausgegebenen konkret im Spektrum der Linkspublikationen. Zu den in Spontan publizierenden Autoren gehörten bekannte Schriftsteller wie Gerhard Zwerenz, Gert von Paczensky und Max von der Grün. Spontan machte den Publizisten Henryk M. Broder bekannt, verschaffte dem jungen und damals unbekannten Cartoonisten Uli Stein den großen Karrieresprung und ließ auch die Sexualwissenschaftler Ernest Borneman und Gisela Bleibtreu-Ehrenberg zu Wort kommen, aber auch den SPD-Politiker Karsten Voigt. 
Bis August 1980 erschien Spontan im Gondel Verlag Fischer, Brälye & Co.; 1981 wurde Spontan von Klaus Rainer Röhl, dem ehemaligen Chefredakteur von konkret, übernommen und von da an in dessen eigenem Röhl-Verlag publiziert. 1984 wurde die Zeitschrift eingestellt.